# Royal Horticultural Society‘s Garden, Wisley

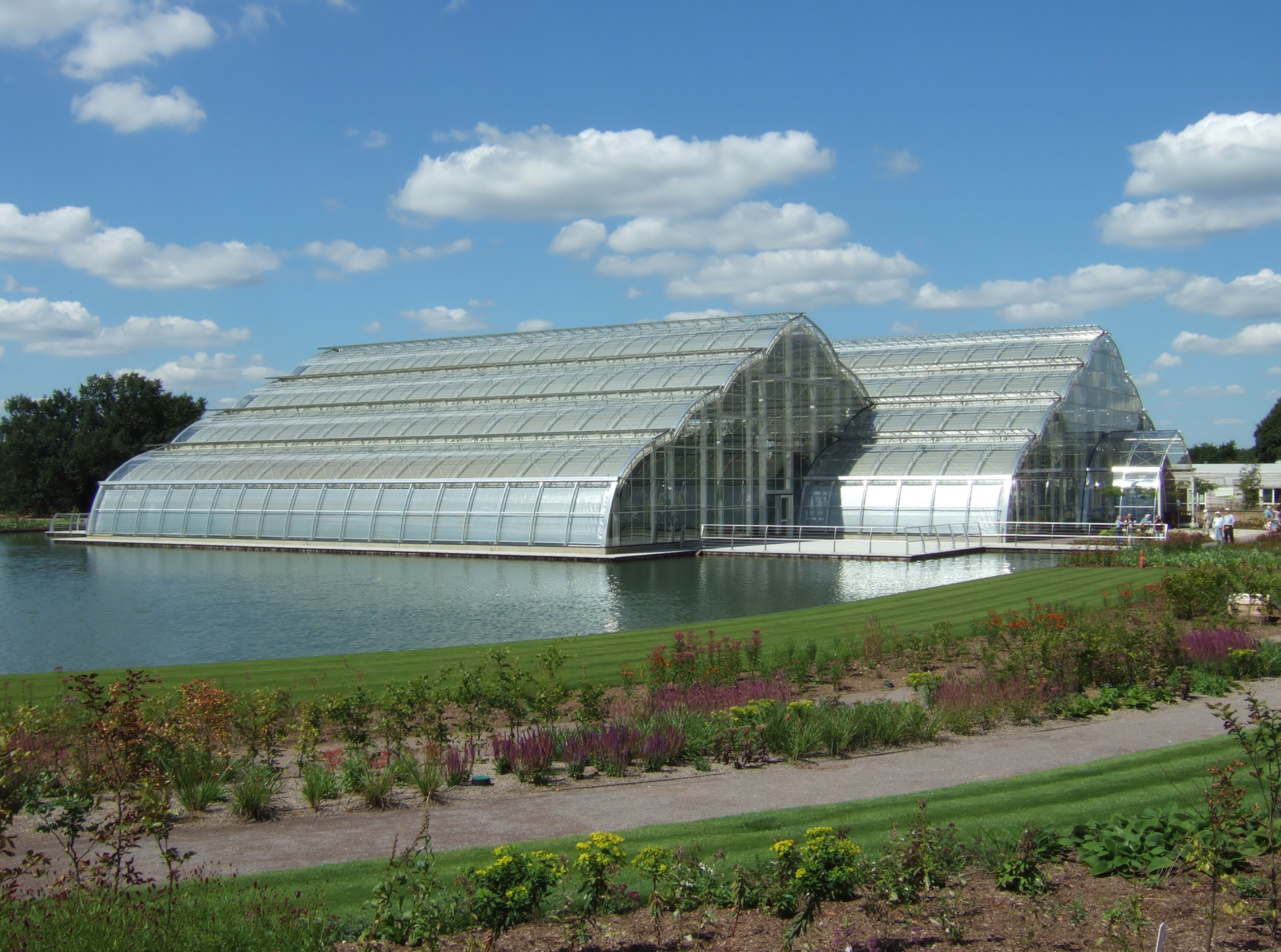
Los nuevos invernaderos de Wisley.

El Jardín de la Real Sociedad de Horticultura en Wisley (en inglés: Royal Horticultural Society's Garden, Wisley) es un jardín botánico inglés de 60 hectáreas de extensión, administrado por la Real Sociedad de Horticultura, que se encuentra en la localidad de Wisley, en el condado de Surrey al sur de Londres.
El jardín botánico es miembro de la organización BGCI y presenta trabajos en la Agenda Internacional para la Conservación en los Jardines Botánicos. Como institución botánica, su código de identificación internacional es WSY.

## Localización
Es uno de los cuatro jardines públicos administrados por la Real Sociedad de Horticultura, en el Reino Unido, y es el tercer jardín público más visitado en dicho país.
Royal Horticultural Society‘s Garden, Wisley, Wisley
Woking, Surrey GU23 6QB Reino Unido 51°18′5″N 00°28′2″O / 51.30139, -0.46722
- Promedio anual de lluvias: 652 mm
- Altitud: 18.00 m s. n. m.
- Área total bajo cristal: 4200 m²

## Historia
Wisley fue creado en la época victoriana por el empresario y miembro de la RHS George Ferguson Wilson, quien adquirió 243 000 m² de terreno en 1878 para establecer el «Oakwood Experimental Garden» en parte de estos terrenos, donde procuró «hacer que las plantas difíciles puedan crecer con éxito». Wilson murió en 1902 y Oakwood y la granja colindante de Glebe fueron compradas por sir Thomas Hanbury, creador del celebrado jardín La Mortola en la Riviera italiana. El nuevo propietario donó ambos sitios a la RHS al año siguiente. 
Desde entonces, Wisley se ha desarrollado de forma constante y actualmente es un jardín grande y diverso que abarca 240 acres (971 000 m²). Además de numerosos jardines formales e informales ornamentales, varios invernaderos y un extenso arboretum, incluye una maqueta a escala de los jardines, donde los visitantes pueden ojear los jardines a visitar, y un campo de ensayos donde se determinan los nuevos cultivares.
En abril de 2005, Alan Titchmarsh cortó el césped para marcar el comienzo de la construcción del invernadero del bicentenario. Esta nueva estructura de gran envergadura cubre tres cuartos de acre (3000 m²) y junto a un lago de nueva construcción al mismo tiempo. Se divide en tres zonas que albergan plantas que representan los climas del desierto, tropical y templado. Fue presupuestado en £7.7 millones y se abrió al público el 26 de junio de 2007.

## Colecciones
Este jardín botánico alberga 43 226 accesiones de plantas vivas, con 24 770 taxones cultivados.
Entre sus colecciones especiales se encuentran :
- Orquídeas (Orchidaceae).

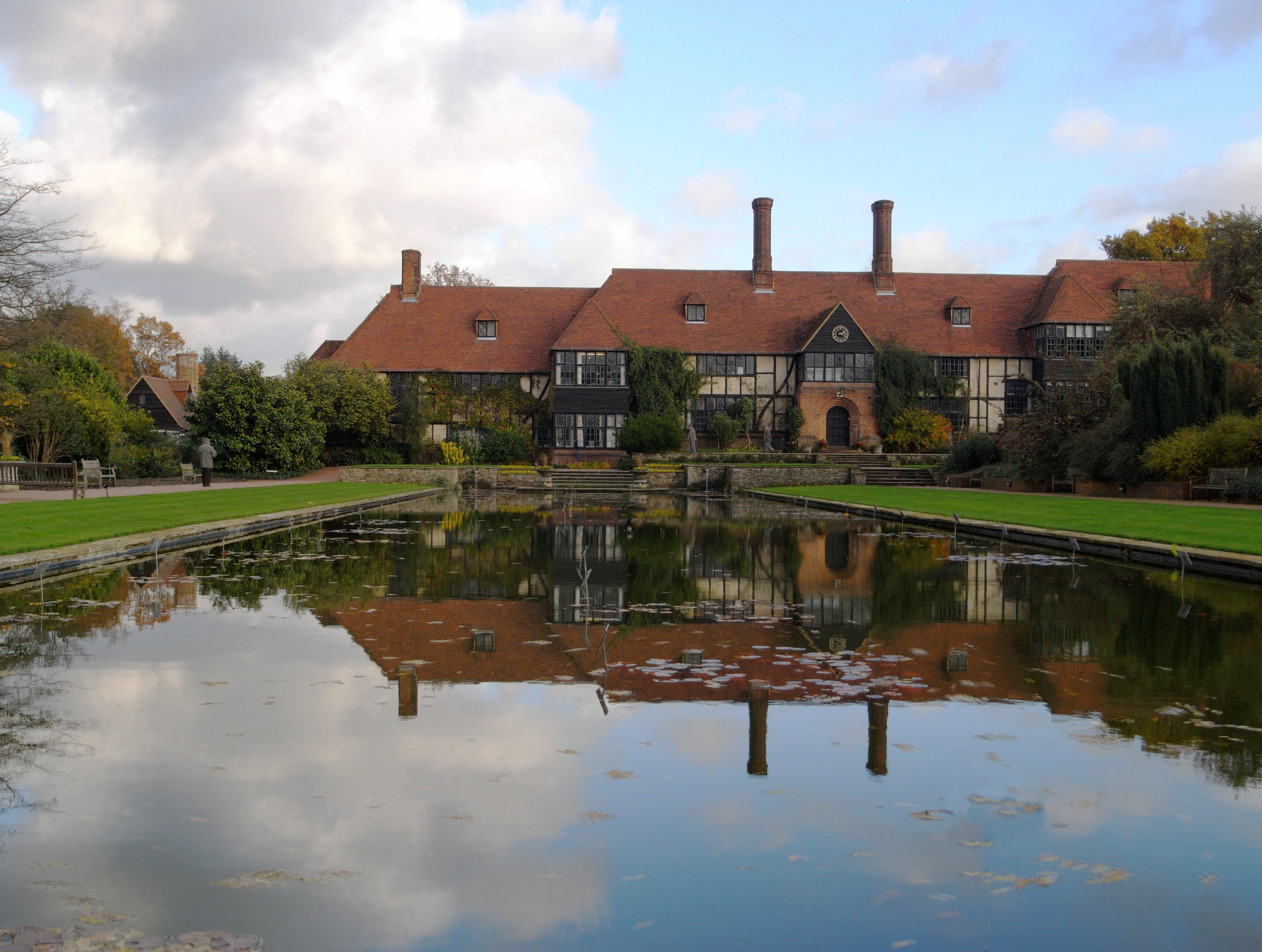
Los laboratorios del Wisley Gardens

- Colección de plantas ornamentales, géneros Epimedium, Galanthus, Hosta, Rheum, Cyclamen y Daboecia.
- Colección de plantas de bulbo del Oriente Medio y del Mediterráneo, géneros Crocus, Colchicum o Narcissus
- Rocalla.
- Colección de coníferas.
- Colección de brezos, géneros Erica o Calluna.
- Colección de manzanos, género Malus.
- Colección de rododendros.
- Banco de germoplasma.
- Herbario, con 100 000 especímenes.